# Juan Manuel Diez Francos
Juan Manuel Diez Francos (Orizaba, Veracruz, 15 de diciembre de 1951) es un político y empresario. Es presidente municipal de Orizaba, Veracruz, México desde el 1 de enero de 2022 por tercer periodo no consecutivo. Ha sido también diputado federal por el Distrito 15.

## Estudios
Realizó sus estudios básicos en el Colegio México de los Hermanos Maristas en la ciudad de Orizaba. En 1969 ingresó a la Universidad La Salle en la Ciudad de México donde obtuvo el título en Administración de empresas.

## Actividad empresarial
Es director del grupo empresarial Diez-Fénix que incluye concesionarias de autos, plazas comerciales y supermercados.

## Política
Fue elegido Presidente Municipal de Orizaba por primera vez para el período 2007-2010; esto tras la destitución del cargo al anterior candidato del PRI a la alcaldía, Víctor Castelán Crivelli por el Tribunal Federal Electoral. De esta manera Diez Francos fue elegido como candidato una semana antes de la elección.
Posteriormente se desempeñaría como diputado en la LXII Legislatura por el Distrito 15 de Veracruz  para el trienio 2012 - 2015, sin embargo se postularía como candidato para la presidencia municipal de Orizaba en el año 2013 para el período 2014 - 2017.
En el año 2021 se volvió a postular para la presidencia municipal de Orizaba por tercera vez para el periodo 2022 - 2025 por la coalición Va por Veracruz

## Alcaldía de Orizaba
Juan Manuel Diez, hombre muy querido y respetado por varios sectores de la sociedad orizabeña; ha impulsado Orizaba por medio de las obras públicas y la promoción turística.
Es muy poco sabido que, gracias a su trabajo, la ciudad de Orizaba ocupa hoy el primer lugar en desarrollo urbanístico de norte a sur y de este a oeste del Estado de Veracruz.[cita requerida]  Juan Manuel Diez Francos es el presidente municipal de Orizaba que más ha trabajado en los últimos años, ya que logró hacer que llegaran nuevas inversiones a esta ciudad con la creación de plazas comerciales que generaron cientos de nuevos empleos, así como el embellecimiento de la ciudad con un programa amigable que hace que el entorno urbano sea más agradable a la vista.
Y algo que también hay que resaltar es que, durante su gestión, él donó el cien por ciento de su salario para obras sociales.  El simple hecho de aplicar las estrategias de su experiencia como empresario exitoso a la administración pública le dio buenos resultados, por lo que hoy Orizaba no depende de los recursos que le envían del Gobierno del Estado de Veracruz.
Desde 1916 a la fecha, Orizaba ha tenido 46 alcaldes, y Juan Manuel Diez Francos es uno de ellos.  Su gestión fue programática y organizada, y manejó muy bien las finanzas de Orizaba.
Diez Francos es el alcalde que le permitió a la ciudad de Orizaba un crecimiento y una modernidad nunca antes vistos, además de una forma de vida ordenada a la que ya se acostumbraron los habitantes de 'Pluviosilla'.

## Controversias
En 2015 se vio envuelto en un escándalo al mandar colocar una estatua de Porfirio Díaz en una de las plazas de la ciudad. Entre abucheos, se develó la estatua, con la presencia de los nietos del expresidente Díaz.  La polémica surgió debido a que la colocación de la estatua se realizó en un municipio colindante a Río Blanco, lugar donde ocurrió una manifestación obrera precursora de la Revolución Mexicana, donde se exigían mejores condiciones laborales. (véase Huelga de Río Blanco).